# Церковное (Павлодарская область)
Церковное (каз. Церковное) — село в Железинском районе Павлодарской области Казахстана. Расположено в 253 км к северо-западу от областного центра — Павлодара и в 45 км к востоку от районного центра — Железинки. Административный центр Новомирского сельского округа. Код КАТО — 554255100.

## История
Село было основано крестьянами-переселенцами в 1914 году на урочище Аякколь в Урлютюбской волости Павлодарского уезда Семипалатинской области. Село было названо по фамилии первопоселенца А. Я. Церковного. В 1920 году здесь было 50 дворов и проживало 320 человек. В 1924 году селение Церковное (Аяк-Куль) состояло из 77 дворов.
В 1929 году в селе был организован колхоз «Красный комбайн», затем с 1932 года — объединённый колхоз «Новый мир», с 1951 года — имени Сталина. В 1961 году село Церковное вошло в состав совхоза «Память Кирова», как отделение № 4. В 1968 году был создан совхоз «Лесной», в 1977 году он был реорганизован в Железинское райспецхозобъединение (РСХО).

## Население
В 1985 году в селе жили 806 человек. 1999 году население села составляло 721 человек (353 мужчины и 368 женщин). По данным переписи 2009 года в селе проживало 495 человек (255 мужчин и 240 женщин).